# LIVE IN "Mellow" MIHO NAKAYAMA CONCERT TOUR '92
『LIVE IN "Mellow" MIHO NAKAYAMA CONCERT TOUR '92』（ライブ・イン・メロウ ミホ・ナカヤマ コンサート・ツアー ナインティー・ツー）は、中山美穂の5作目のライブビデオ。1992年12月4日にキングレコードからリリースされた（KIVM-37）。

## 解説
- 同年6月に発売されたアルバム『Mellow』を携えて行われたコンサートツアー「MIHO NAKAYAMA CONCERT TOUR '92 "Mellow 月の輝く未来あるいは、ムーンライト・キス" 」（全国34公演）から、1992年9月18、19日に行われた中野サンプラザ公演を収録している。
- 2003年に発売された『Miho Nakayama Complete DVD BOX』に収納されている。
- WOWOWで同ライブ映像が放送された際にはビデオ未収録シーンも放送されたが、未収録シーンのソフト化はされていない。

## 収録曲
1. オープニング CLAIR DE LUNE
2. Mellow
3. Rosa
4. Platinum Cat〜Platinum Dance
5. あるきなさい。
6. 忘れなくてもいいじゃない
7. Sweetest Lover
8. kiss kiss kiss
9. Midnight Taxi
10. 遠い街のどこかで…
11. 愛してるっていわない!
12. Silent
13. 泣かない指輪
14. Destiny
15. 灼熱の心
16. COCKATOO
17. Dream
18. Long Distance To The Heaven
19. You're My Only Shinin' Star
20. エンディング